# Overtown (Miami)

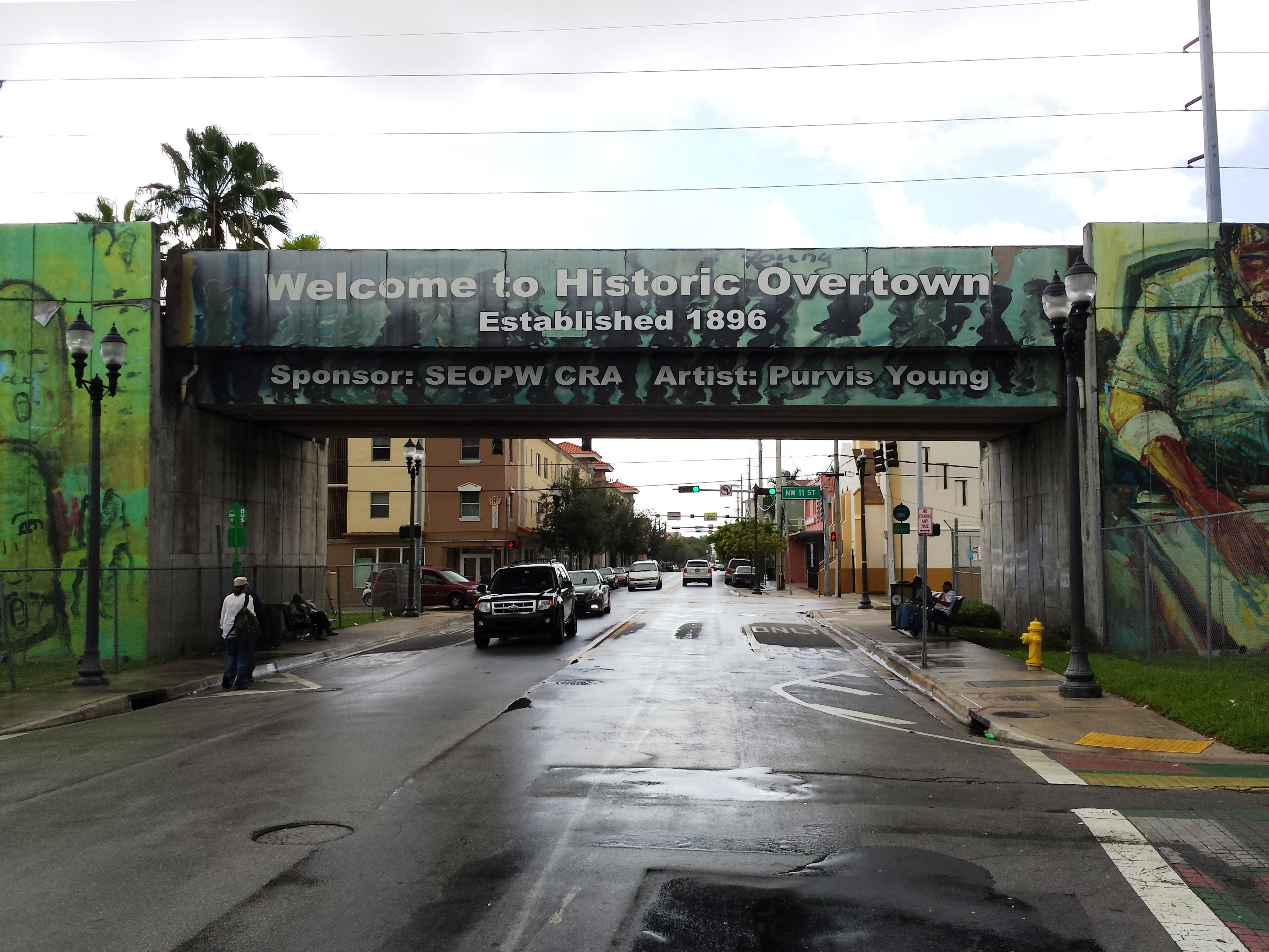
Overtown

Overtown ist ein Stadtteil von Miami. Er grenzt nordwestlich an Downtown Miami und wird vor allem von Afroamerikanern bewohnt. Bis in die 1960er Jahre war Overtown ein Zentrum schwarzer Kunst und Musik. Durch den Bau verschiedener Autobahnen durch das Zentrum von Overtown begann ein deutlicher Verfall. Overtown wurde ein typisches US-amerikanisches Ghetto.
Im Stadtteil befindet sich die Historic Overtown/Lyric Theatre Station der Miami-Dade Metrorail.